# Карибский легион
Карибский легион (исп. Legión del Caribe) — организация демократически настроенных политиков и революционеров стран Карибского бассейна. Появился в Гватемале в 1947 году и вначале назывался Карибской освободительной армией (исп. Ejército de Liberación del Caribe). В 1940-х годах Карибский легион предпринял несколько попыток свергнуть диктаторские режимы ряда карибских государств. Спонсировался гватемальскими властями и богатым доминиканским эмигрантом Хуаном Родригесом Гарсией (исп. Juan Rodríguez García). В 1949—1950 гг., под давлением США, страны региона были вынуждены прекратить оказывать поддержку Легиону, в результате чего Карибский легион распался.

## Операции Карибского легиона
- Доминиканская Республика, 1947: грандиозная попытка свергнуть диктатора Трухильо. Было задействовано семь судов, которые должны были выплыть с Кубы. Операция провалилась: Трухильо узнал о плане вторжения и заплатил кубинским генералам, чтобы те арестовали революционеров не и дали флотилии выплыть из порта.
- Коста-Рика, 1948: 700 бойцов Легиона успешно свергли, поддерживаемого костариканскими коммунистами,  президента Кальдерона, отказавшегося принимать результаты выборов.
- Никарагуа и Коста-Рика, 1948—1949: при поддержке временного правительства Коста-Рики, бойцы Легиона начали готовиться к операции против Никарагуа на коста-риканской территории. Однако Сомоса не стал ждать и нанёс превентивный удар: Национальная гвардия Никарагуа и эмигранты-кальдероновцы вторглись в Коста-Рику. Власти Коста-Рики обратились в ОАГ. Под международным давлением, и никарагуанские гвардейцы, и Карибский легион были вынуждены покинуть Коста-Рику.
- Доминиканская Республика, 1949: очередная попытка свергнуть Трухильо; на этот раз, бойцов Легиона предполагалось перевозить на самолетах. Мексиканские власти арестовали большую часть самолетов, когда те заправлялись на острове Косумель, после чего операция была обречена на провал.

## Знаменитые члены и участники операций Легиона
- Альберто Байо
- Фидель Кастро
- Роландо Масферрер
- Хосе Фигерес Феррер